# Kęszyce (województwo wielkopolskie)
Kęszyce – osada w Polsce położona w województwie wielkopolskim, w powiecie ostrowskim, w gminie Sieroszewice. Położona jest wśród lasów.
Istniały przed 1523 rokiem. Pod koniec XIX wieku były majątkiem ziemskim o powierzchni około 437,5 ha. Według Słownika Geograficznego Królestwa Polskiego liczyły wtedy 117 mieszkańców. W 1936 roku liczyły, według mapy Wojskowego Instytutu Geograficznego 21 domów.
W 1830 urodził się tutaj Bolesław Dehnel, powstaniec styczniowy (zg. 1863).